# El covid no mata solo

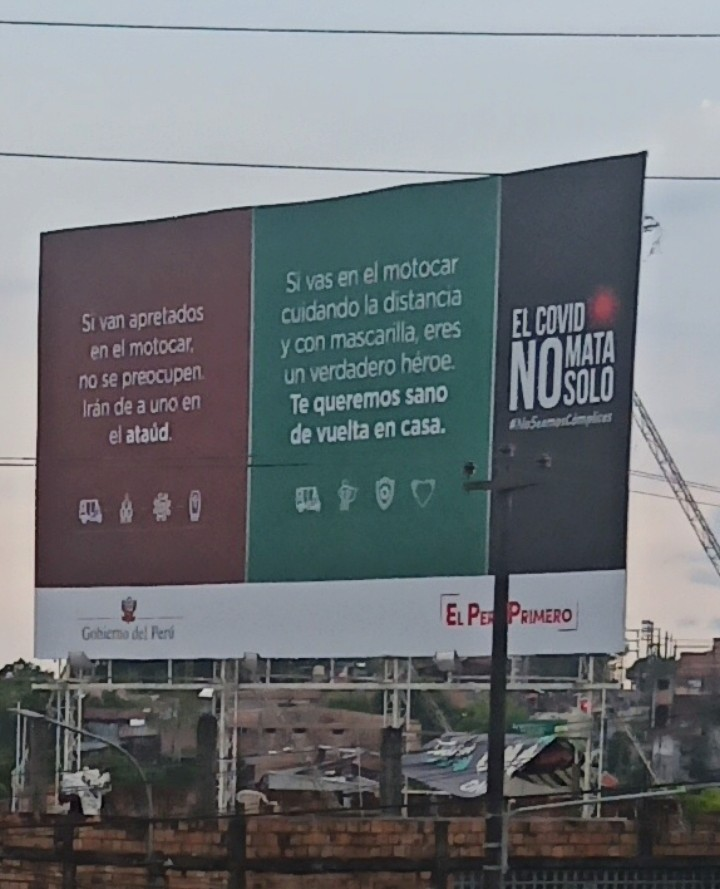
Cartel de la campaña El covid no mata solo en una casa de la Avenida José Abelardo Quiñones en Iquitos.

«El covid no mata solo. No seas cómplice» es una campaña publicitaria utilizada por el gobierno peruano para hacer consciencia sobre las consecuencias de contraer la COVID-19 por no acatar las normas sanitarias en el contexto de la pandemia de coronavirus en 2020.
Fue oficializada el 30 de agosto y se expandió tanto en forma física como en redes sociales, en resumen la publicidad argumenta que se debe proteger a las poblaciones más vulnerables como adultos mayores, niños y personas con enfermedades prexistentes, la publicidad gubermanental tuvo una recepción muy diversa, siendo la principal crítica que en la campaña no se tiene en cuenta la realidad peruana.

## Contexto histórico
El Perú es uno de los países más golpeados por la pandemia COVID-19, aunque fue reconocido por sus drásticas políticas de inmovilización y control social, principalmente la cuarentena nacional de marzo a julio, su desigualdad económica en las clases sociales y la escasez de servicios básicos públicos no le permitió evitar caer en una crisis sanitaria. El gobierno del presidente Martín Vizcarra mantuvo la estrategia de «piloto automático» durante la reapertura económica ante el limitado éxito de la cuarentena, que se tradujo en que él daba carta libre a cada ciudadano de como cuidarse mejor ante la crisis.

### Campañas anteriores
La realización de campañas públicas esta bajo la administración del Consejo de Ministros del Perú que ya anteriormente había creado el «Yo me quedo en casa» para promover la inmovilización total y el «Primero mi salud» para promover el uso de mascarillas durante la reapertura.

## Desarrollo
El Consejo de Ministros del Perú publicó la campaña el 30 de agosto, para hacer un llamado a la disciplina en los ciudadanos. Al día siguiente, el 31 de agosto en El Peruano, Vizcarra pidió a la población a sumarse a la campaña:

Estoy seguro de que estamos en la etapa final, que poco a poco este tema se va a controlar, estamos haciendo el máximo esfuerzo como Gobierno. La gran mayoría de la población es responsable y con este pequeño porcentaje de la población, que va a tomar conciencia con la campaña que estamos realizando, estoy seguro de que lograremos el objetivo.
Martín Vizcarra, 31 de agosto de 2020.

Se hicieron eco de la campaña los siguientes ministros: Walter Martos (Presidente del Consejo de Ministros), Pilar Mazzetti (Ministra de Salud) y Jorge Chávez Cresta (Ministerio de Defensa).

## Controversias

### Realidad social
La campaña fue criticada por «falta de empatía desde el gobierno», según la periodista Laura Arroyo la campaña va dirigida solo a la clase económica estable principalmente la urbana limeña que « tiene[n] la refrigeradora y el estòmago lleno» dejando a los pobres y las personas de zonas rurales fuera de la campaña, en lo que respecta a lo rural, se excluye a las otras culturas e idiomas que habitan en el interior del país. Arroyo también lo califica de un intento de polarización por parte del gobierno:

“Entre el “Nosotros” (quienes podemos cuidarnos) y “Los otros” (los irresponsables que no), eliminando nuevamente el factor de colectividad que es fundamental también para vencer justo a un virus como este.
Laura Arroyo, 10 de septiembre de 2020.

### Gastos económicos
El presidente de Fiscalización del Congreso de la República Edgar Alarcón, informó que se investigará el buen uso de los gastos relacionados con la campaña.